# Lijst van onroerend erfgoed in Lummen
Een overzicht van het onroerend erfgoed in de gemeente Lummen. Het onroerend erfgoed maakt deel uit van het cultureel erfgoed in België.

## Bouwkundig erfgoed
| Object                                     | Erfgoedstatus? | Bouwjaar of architect | Deelgemeente | Adres                                   | Coördinaten                   | Nummer? | Afbeelding                                 |
| ------------------------------------------ | -------------- | --------------------- | ------------ | --------------------------------------- | ----------------------------- | ------- | ------------------------------------------ |
| Kapel Onze-Lieve-Vrouw-van-de-Beukeboom    | Monument       |                       | Lummen       | Beukeboomstraat                         | 50° 59' 12" NB, 5° 10' 31" OL | 22550   | Kapel Onze-Lieve-Vrouw-van-de-Beukeboom    |
| Kapel Onze-Lieve-Vrouw-van-het-Heilig Hart |                |                       | Lummen       | Schalbroekstraat 40                     | 50° 58' 55" NB, 5° 10' 41" OL | 22551   | Kapel Onze-Lieve-Vrouw-van-het-Heilig Hart |
| Hoeve met losse bestanddelen               |                |                       | Lummen       | Dwarsstraat 9                           | 51° 0' 29" NB, 5° 12' 6" OL   | 22555   | Hoeve met losse bestanddelen               |
| Gemeentehuis van Lummen                    |                | 1898                  | Lummen       | Gemeenteplein 13                        | 50° 59' 14" NB, 5° 11' 29" OL | 22556   | Gemeentehuis van Lummen                    |
| Hoekhuis                                   |                |                       | Lummen       | Gemeenteplein 18                        | 50° 59' 11" NB, 5° 11' 28" OL | 22557   | Hoekhuis                                   |
| Paterswinning hoeve                        |                |                       | Lummen       | Groenlarenstraat 26                     | 51° 0' 33" NB, 5° 12' 0" OL   | 22559   | Paterswinning hoeve                        |
| Langgestrekte hoeve                        |                |                       | Lummen       | Industriestraat 7                       | 51° 0' 52" NB, 5° 14' 11" OL  | 22560   | Langgestrekte hoeve                        |
| Semi-gesloten hoeve                        |                |                       | Lummen       | Ketelstraat 3-5                         | 50° 59' 11" NB, 5° 11' 25" OL | 22561   | Semi-gesloten hoeve                        |
| Hoeve De Kiewit                            |                |                       | Lummen       | Kievitstraat 1, 1B, Thiewinkelstraat 17 | 50° 58' 41" NB, 5° 12' 42" OL | 22562   | Hoeve De Kiewit                            |
| Onze-Lieve-Vrouwekapel 1849                |                |                       | Lummen       | Kraaibergstraat                         | 50° 59' 39" NB, 5° 12' 47" OL | 22563   | Onze-Lieve-Vrouwekapel 1849                |
| Kasteel Het Lagendal                       | Monument       |                       | Lummen       | Lagendalstraat 1                        | 50° 58' 34" NB, 5° 14' 3" OL  | 22566   | Kasteel Het Lagendal                       |
| Kasteel Het Looi                           | Monument       |                       | Lummen       | Loyestraat 1                            | 50° 58' 22" NB, 5° 11' 45" OL | 22568   | Kasteel Het Looi                           |
| Sterkapel                                  |                | 1828                  | Lummen       | Loyestraat                              | 50° 58' 18" NB, 5° 12' 6" OL  | 22569   | Sterkapel                                  |
| Hoeve losse bestanddelen                   |                | 1863                  | Lummen       | Loyestraat 4                            | 50° 58' 32" NB, 5° 12' 0" OL  | 22570   | Hoeve losse bestanddelen                   |
| Watermolen Kleine Molen                    | Monument       |                       | Lummen       | Mangelbeekstraat 56                     | 50° 58' 39" NB, 5° 10' 57" OL | 22571   | Watermolen Kleine Molen                    |
| Herenhuis                                  |                |                       | Lummen       | Oostereindestraat 1                     | 50° 59' 16" NB, 5° 11' 43" OL | 22575   | Herenhuis                                  |
| Langgestrekte hoeve                        |                |                       | Lummen       | Opworpstraat 57                         | 50° 58' 44" NB, 5° 14' 14" OL | 22576   | Langgestrekte hoeve                        |
| Langgestrekte hoeve                        |                |                       | Lummen       | Rekhovenstraat 20                       | 50° 59' 26" NB, 5° 13' 18" OL | 22577   | Langgestrekte hoeve                        |
| Kasteel De Burg                            |                |                       | Lummen       | Burgemeester Briersstraat 4             | 50° 58' 56" NB, 5° 11' 49" OL | 22578   | Kasteel De Burg                            |
| Grote Molen                                |                |                       | Lummen       | Schulensebaan 14                        | 50° 58' 15" NB, 5° 11' 4" OL  | 22580   | Grote Molen                                |
| Het Hamel kasteel en kasteelhoeve          | Monument       |                       | Lummen       | Burggrachtstraat 20-21                  | 50° 58' 56" NB, 5° 11' 14" OL | 22581   | Het Hamel kasteel en kasteelhoeve          |
| Langgestrekte hoeve                        |                |                       | Lummen       | Vijverstraat 1                          | 50° 58' 42" NB, 5° 13' 17" OL | 22585   | Langgestrekte hoeve                        |
| Langgestrekte hoeve                        |                |                       | Lummen       | Vijverstraat 5                          | 50° 58' 56" NB, 5° 13' 36" OL | 22586   | Langgestrekte hoeve                        |
| Dorpswoning                                |                |                       | Linkhout     | Sint-Trudostraat 11                     | 50° 57' 58" NB, 5° 8' 13" OL  | 22587   | Dorpswoning                                |
| Parochiekerk Sint-Trudo                    | orgel          |                       | Linkhout     | Linkhoutstraat                          | 50° 57' 57" NB, 5° 8' 16" OL  | 22588   | Parochiekerk Sint-Trudo                    |
| Sint-Jozefkapel                            |                |                       | Linkhout     | Linkhoutstraat                          | 50° 57' 48" NB, 5° 7' 51" OL  | 22589   | Sint-Jozefkapel                            |
| Langgestrekt boerenhuis                    |                |                       | Linkhout     | Linkhoutstraat 187                      | 50° 57' 56" NB, 5° 8' 24" OL  | 22591   | Langgestrekt boerenhuis                    |
| Gesloten hoeve en inrijpoort               |                |                       | Linkhout     | Linkhoutstraat 212                      | 50° 57' 56" NB, 5° 8' 9" OL   | 22592   | Gesloten hoeve en inrijpoort               |
| Hoeve                                      |                |                       | Linkhout     | Linkhoutstraat 257-259                  | 50° 57' 48" NB, 5° 7' 56" OL  | 22593   | Hoeve                                      |
| Houtwal en knoteikenrij bij kampontginning | Monument       |                       | Linkhout     | Kammestraat z/n                         | 50° 58' 11" NB, 5° 7' 33" OL  | 22594   | Houtwal en knoteikenrij bij kampontginning |
| Herenhuis met dienstgebouw                 |                |                       | Linkhout     | Linkhoutstraat 269                      | 50° 57' 46" NB, 5° 7' 48" OL  | 22594   | Herenhuis met dienstgebouw                 |
| Neoclassicistisch herenhuis met wagenhuis  |                |                       | Meldert      | Geenrodestraat 5                        | 51° 0' 9" NB, 5° 9' 24" OL    | 22599   | Neoclassicistisch herenhuis met wagenhuis  |
| Onze-Lieve-Vrouwekapel                     |                |                       | Meldert      | Hertenrodestraat                        | 51° 0' 16" NB, 5° 7' 49" OL   | 22600   | Onze-Lieve-Vrouwekapel                     |
| Sint-Rochuskapel                           |                |                       | Meldert      | Meldertsebaan                           | 51° 0' 2" NB, 5° 8' 23" OL    | 22601   | Sint-Rochuskapel                           |
| Sint-Willibrorduskapel                     |                |                       | Meldert      | Pastorijstraat                          | 51° 0' 6" NB, 5° 8' 50" OL    | 22602   | Sint-Willibrorduskapel                     |
| Pastorie van de Sint-Willibrordusparochie  |                |                       | Meldert      | Pastorijstraat 1                        | 50° 59' 56" NB, 5° 8' 31" OL  | 22603   | Pastorie van de Sint-Willibrordusparochie  |
| Parochiekerk Sint-Willibrordus             | Monument       |                       | Meldert      | Zelemsebaan 1                           | 50° 59' 54" NB, 5° 8' 30" OL  | 22604   | Parochiekerk Sint-Willibrordus             |
| Sint-Annakapel                             | Monument       |                       | Lummen       | Dikke Eikstraat 62                      | 50° 59' 41" NB, 5° 9' 12" OL  | 84278   | Sint-Annakapel                             |
| Parochiekerk Onze-Lieve-Vrouw-Hemelvaart   | orgel          |                       | Lummen       | Kerkstraat 12                           | 50° 59' 7" NB, 5° 11' 26" OL  | 84298   | Parochiekerk Onze-Lieve-Vrouw-Hemelvaart   |
| Dorpswoning                                |                |                       | Lummen       | Kerkstraat 6                            | 50° 59' 9" NB, 5° 11' 28" OL  | 84300   | Dorpswoning                                |
| Grafkapel Van Willigen-Glavany             | Monument       |                       | Lummen       | Kerkstraat                              | 50° 59' 7" NB, 5° 11' 25" OL  | 200376  | Grafkapel Van Willigen-Glavany             |
| Pakhuis aan de Demer                       |                |                       | Lummen       | Schulensebaan 15                        |                               | 215572  | Pakhuis aan de Demer                       |